# Magica (groupe)
Pour les articles homonymes, voir Magica.
Magica est un groupe de power metal roumain, originaire de Constanţa.

## Biographie
Le groupe est formé en février 2002 à Constanţa. Magica est un projet du guitariste Bogdan Costea, membre d'un groupe de metal gothique local. La formation commence l'enregistrement de leur premier album studio au printemps 2002. L'enregistrement dure environ deux mois. Cet album, The Scroll of Stone, est une œuvre influencée par des groupes comme Rhapsody of Fire, Nightwish et Helloween. Malgré une faible promotion, cet album obtient un assez grand succès, montrant le potentiel du groupe.
En octobre 2004, Magica sort Lightseeker. Le titre Bittersweet Nightshade provenant de cet album, est le premier de leurs morceaux à avoir une vidéo musicale. Puis en 2006, le groupe part en tournée à travers l'Europe avec les groupes After Forever, Nightmare, Apocalyptica et Leaves Eyes. Au mois d'octobre de l'année 2007, Magica sort l'album Hereafter. Deux vidéos seront tournées pour les titres All Waters Have the Colour of Drowning et Entangled. Le mois suivant, le groupe part pour trois mois de tournée intensive afin de promouvoir cet album avec les groupes Helloween, Gamma Ray et Axxis.
Vers la fin de l'année 2008, sort le quatrième album studio du groupe, Wolves and Witches. En 2010 sort le cinquième album Dark Diary, et deux ans plus tard Center of the Great Unknown en octobre 2012,. Le 18 avril 2013, à la suite d'un sondage, Magica annonce que leur prochain album sortira en 2014 et sera une suite de The Scroll of Stone.

## Membres

### Membres actuels
- Ana Mladinovici - chant (depuis 2002)
- Bogdan « Bat » Costea - guitare (depuis 2002)
- Sorin Vlad - basse
- 6Fingers - claviers
- Hertz - batterie

### Anciens membres
- Emilian « Emy » Burcea - guitare (2007-2008)
- Valentin « ÎngerAlb » Zechiu - basse (2002-2008)
- Cristi « Beavis » Bârlă - batterie (2003-2008)
- Adrian Mihai - batterie (2002–2003)
- Viorel Raileanu - claviers (2002–2003)

## Discographie
- 2002 : The Scroll of Stone
- 2004 : Lightseeker
- 2007 : Hereafter
- 2008 : Wolves and Witches
- 2010 : Dark Diary
- 2012 : Center of the Great Unknown